# شتوکشتادت ام رهاین
شتوکشتادت ام رهاین (به آلمانی: Stockstadt am Rhein) یک منطقهٔ مسکونی در آلمان است که در گروس-گراو واقع شده‌است.

## خواهرخوانده
شهر ویلا لاجارینا خواهرخواندهٔ شتوکشتادت ام رهاین هست.